# پردازش تصویر دیجیتال
پردازش تصویر دیجیتال شاخه‌ای از پردازش سیگنال دیجیتال است که در جهت بهره‌گیری و اعمال الگوریتم‌های کامپیوتری پردازش تصویر در تصاویر دیجیتال می‌کوشد.
در مقایسه با پردازش تصویر آنالوگ، روش‌های مبتنی بر پردازش تصویر دیجیتال دارای مزیت‌های متعددی هستند که از آن جمله می‌توان به توانایی استفاده از الگوریتم‌های متعدد و پیچیده و همچنین عدم افزودن نویز در هنگام پردازش تصویر اشاره کرد. یکی از مشهورترین و معتبرترین کتب دانشگاهی در این خصوص، کتاب پردازش رقومی تصویر نوشته رافائل گونزالز می‌باشد.